# Matthias Swederus
Matthias Petri Swederus, född 1650 (döpt 27 oktober) i Sveda, Sankt Lars socken, död 17 oktober 1721 vid Almarestäket i Stockholms-Näs socken, var en svensk rättslärd.
Matthias Swederus var son till torparen Per Matsson. Han bedrev studier vid Lunds universitet och Uppsala universitet 1674–1677 samt vid utländska akademier och tjänstgjorde en tid i Svea hovrätt. Som ung var han informator till sedermera greve Gustaf Cronhielm. 1686 blev han juris professor vid Åbo Akademi, och var rektor där 1692 och 1704. 1713 kom han som landsflyktig tillbaka till Sverige och utnämndes 1716 till professor i svensk rätt vid Uppsala universitet. Swederus utgav under sin åbotid ett stort antal skrifter, som bland annat behandlade köp, förmynderskap och morgongåva samt den romerska rättens institutioner. Han ansågs där vara det största namnet inom juridiken efter Johan Stiernhöök. Hans forskning var dock ganska ytlig, även om framställningen är enkel och klar samt visar att han studerat Hugo Grotius, Samuel von Pufendorf och Thomas Hobbes. Hans lagtolkning var typisk för tidens naturfilosofiska tänkande. 1693 erbjöds han en juris doktorsgrad vid sekularfesten i Uppsala, men han avböjde att komma i fråga. Under sin tid i Uppsala utgav en avhandling i arvsrätt, De precupuis successionis legitimæ modis.
Han omkom genom en olyckshändelse. 